# 布雷斯劳号小巡洋舰
布雷斯劳号是德意志帝国海军于1910年代建造的四艘马格德堡级小巡洋舰的二号舰，以西里西亚省首府布雷斯劳命名。它于1910年在斯德丁的伏尔铿船厂开始架设龙骨，至1912年5月完工并交付使用。布雷斯劳号的主舰炮为十二门105毫米45倍径速射炮，最高速度达27.5节。
入役后，为响应巴尔干战争，布雷斯劳号于1912年与战列巡洋舰格本号一同被分配至地中海分队。在成功避开地中海的英国军舰而抵达君士坦丁堡后，布雷斯劳号及格本号移交奥斯曼海军使用，以吸引奥斯曼人加入第一次世界大战的同盟国。1914年10月，这两艘舰和其它几艘奥斯曼帝国的舰只袭击了俄国港口，引发了俄罗斯宣战。布雷斯劳号被更名为米迪利号（土耳其語：Midilli），并在奥斯曼舰队得到了广泛的运用，主要是在黑海对抗俄国黑海舰队。舰只还积极在俄国沿岸布设雷区、轰炸俄国的港口和设施，并在奥斯曼商船短缺的情况下，将士兵和物资运送至黑海港口，为在高加索战役中作战的奥斯曼军队提供补给。它曾数次遭俄国舰只轻微致损，但最严重的破坏是在1915年的一枚水雷造成的，这使它在长达一年半的时间里无法使用。1918年1月，米迪利号于印布洛斯岛海战期间再度触雷并沉没，其大部分船员都在沉没时遇难。

## 设计

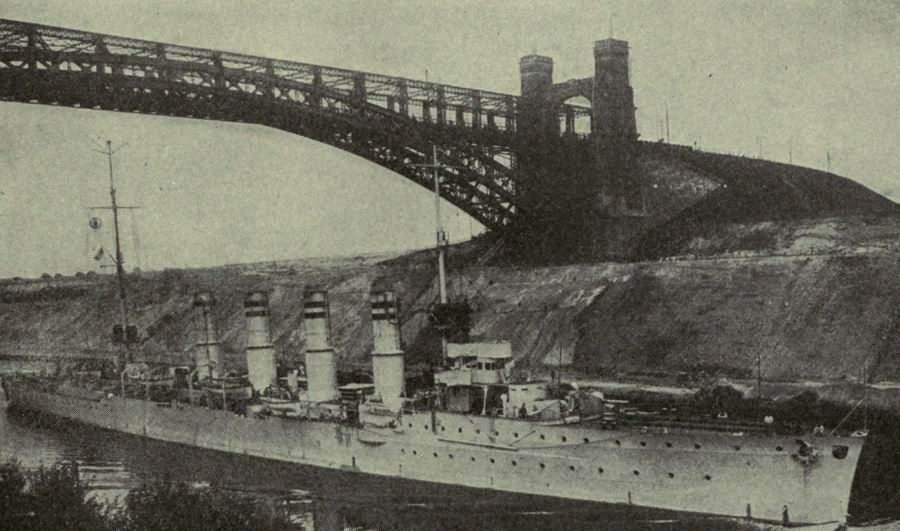
穿行于威廉皇帝运河的布雷斯劳号

布雷斯劳号的全长为138.7（455英尺1英寸），有13.5（44英尺3英寸）的舷宽和4.4（14英尺5英寸）的前吃水。在满载情况下，舰只的排水量可达4,570公噸（4,500長噸）。其推进系统由两套AEG－伏尔铿蒸汽轮机组成，以驱动两个直径为3.4（11英尺2英寸）的三叶螺旋桨。舰只设计可输出25,000匹軸馬力（19,000千瓦特）的额定功率，但在实际使用中达到了33,482匹軸馬力（24,968千瓦特）。它们由十六台燃煤船用式水管锅炉提供动力，其后又改造为将燃油喷洒在煤上以提高燃烧效率。这也使舰只的最高速度可达27.5節（50.9每小時）。布雷斯劳号能够携带1,200公噸（1,200長噸）煤和额外106公噸（104長噸）燃油，允许其以12節（22每小時）的速度续航5,820海里（10,780）。舰只的标准船员编制则为18名军官及336名水兵。
布雷斯劳号的主舰炮由十二门单装105毫米45倍径速射炮组成。其中两门并排布置在艏艛前方，八门设于舰舯、每边各四门，以及两门并排布置在舰艉。炮管的仰角可提升至30°，使其可以瞄准最高达12,700（13,900碼）开外的目标。它们共提供1800发弹药，其中每炮150发。至1917年，105毫米炮被替换为八门射程达17,600（19,200碼）的150毫米45倍径速射炮，其中舰艏、舰艉各一门，每边舷侧各三门。此外，舰只还标配搭载有两具500（19.7英寸）鱼雷管和五枚鱼雷，均浸没舷侧的船体内。它同样具备携带120枚水雷的能力。在装甲方面，布雷斯劳号受到60（2.4英寸）厚的水线装甲带保护；司令塔的侧面有100（3.9英寸）厚，而甲板的厚度则为60毫米。

## 服役历史

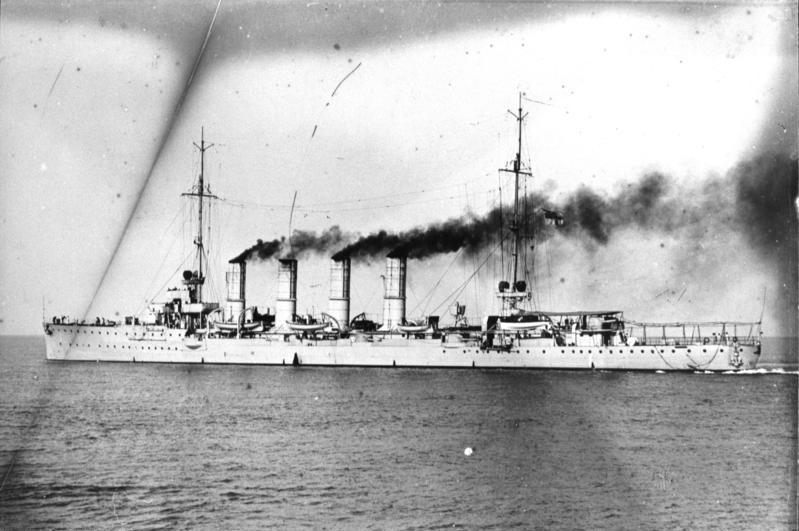
海上的布雷斯劳号，约1912－1914年

布雷斯劳号是为替代小巡洋舰隼号而以“隼替舰（Ersatz Falke）”为代号订购，并于1910年在斯德丁的伏尔铿船厂开建。它于1911年5月16日下水，之后展开舾装工作。在下水仪式上，由布雷斯劳时任市长主持为舰只命名。舾装工作则一直持续至1912年中，至1912年5月10日交付使用。在接下来进行的海上试航期间，这艘新巡洋舰在基尔周和随后的北欧之旅时都担任皇家游艇霍亨索伦号的护航舰，直至8月23日。布雷斯劳号在公海舰队于9月举行的秋季演习期间再度成为德皇的护航巡洋舰，直至9月26日才加入侦察部队服役。入役后，布雷斯劳号连同战列巡洋舰格本号一起被分配至德国地中海分队，受海军少将威廉·蘇雄指挥。这是因为巴尔干战争于1912年爆发后，德意志帝国海军认为有必要在地中海建立永久性的海军力量。而卡尔·邓尼茨作为其后于第二次世界大战期间的海军元帅，则从1912年至1916年间在布雷斯劳号服役。
在第一次世界大战爆发时，布雷斯劳号和格本号负责阻断法国运输部队从阿尔及利亚向法国转移。1914年8月3日，苏雄的两艘舰正在阿尔及利亚海域航行；06:00过后不久，布雷斯劳号向安纳巴港口进行的装船作业实施了轰炸，而格本号则袭击了菲利普维尔。然而，这些攻击所造成的损失极小，且苏雄迅速中断了行动并返回墨西拿补充燃煤。尽管此时英国尚未与德国开战，但在前往墨西拿的途中，两艘英国战列巡洋舰不挠号和不倦号一直尾随着德国军舰。在8月5日对格本号进行了部分加煤后，苏雄安排他的两艘舰在爱琴海与一艘煤船会合。布雷斯劳号和格本号于次日清晨离开港口驶向君士坦丁堡，并受到英国地中海舰队的追击。当日傍晚，由海军少将欧内斯特·特鲁布里奇率领的第1巡洋分舰队拦截到德国人；布雷斯劳号遂与轻巡洋舰格洛斯特号进行了短暂的交火，随后又因特鲁布里奇担心格本号强大的280（11英寸）炮而中断攻击。
8月8日，布雷斯劳号和格本号在纳克索斯岛附近的佐努薩島外围成功与煤船会合，并共同于两天后进入达达尼尔海峡。为了规避中立性要求，德国于8月16日将两艘舰移交给了奥斯曼海军，尽管所谓的出售只是一种策略。9月23日，苏雄接受了指挥奥斯曼舰队的提议。布雷斯劳号更名为“米迪利号（Midilli）”，而格本号则更名为“严君苏丹塞利姆号（Yavuz Sultan Selim）”；它们的船员均留在舰上，并穿戴奥斯曼制服及毯帽。英国人不接受向奥斯曼帝国出售这些舰只，继而在达达尼尔海峡外驻扎了一支封锁部队，下令如果这些舰只出现，无论它们悬挂的是什么旗帜，都要发动攻击。

### 奥斯曼役期

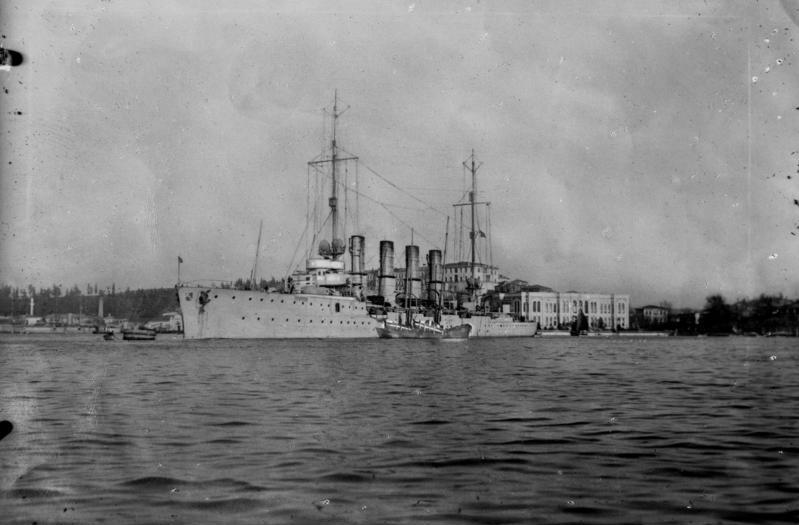
悬挂奥斯曼旗帜的米迪利号

10月27日傍晚，米迪利号随奥斯曼舰队余部离开博斯普鲁斯海峡并驶入黑海，表面上是进行演习。事实上，舰队被分成四组来袭击黑海另一侧的俄军基地；米迪利号和另一艘巡洋舰的任务是在刻赤海峽布雷，然后攻击新罗西斯克的港口。米迪利号在海峡布下了六十枚水雷，其后又逮捕了两艘俄国商船，接着与另一艘舰一起对新罗西斯克实施炮击。它们引燃了港口的油罐，损坏了七艘商船，并击沉了容積總噸为1,085公噸（1,068長噸）的尼古拉号（Nikolai）。尽管对俄国人造成的伤害相对较轻，但此举迫使俄国人向奥斯曼帝国宣战，使该国只得与德国并肩作战。
1914年11月初，当米迪利号在黑海东部行动并掩护奥斯曼的航运期间，它又被派往轰击俄国港口波季，以报复俄国对奥斯曼航运的袭击。11月17日，舰只在苏雄的指挥下，与严君苏丹塞利姆号共同出击，试图拦截正从炮击特拉布宗返航的黑海舰队。米迪利号在萨里奇角对开海面发现了俄军舰只，这里是克里米亚的最南端，近距能见度很低。在接下来的交锋中，苏雄命令米迪利号在严君苏丹塞利姆号后方占据一个更安全的位置，但它陷入与前无畏舰三圣僧号和罗斯季斯拉夫号的对战之中，直至苏雄下令奥斯曼舰只于此后不久撤离。在当月的其余时间里，米迪利号负责为前往特拉布宗的航运提供护航。12月5日，它将一支突击小队护送至比薩拉比亞的阿克尔曼，意图袭击当地的铁路设施。在返航途中，米迪利号还炮击了塞瓦斯托波爾，并损毁了一些锚泊中的扫雷舰。
一个月后的12月23日，米迪利号出动与严君苏丹塞利姆号在锡诺普会合，并于翌日清晨在黑暗中遇到了俄国运输船奥列格号（Oleg），后者原本计划在宗古爾達克下沉以用作阻塞船。米迪利号迅速击沉了奥列格号，但在发现罗斯季斯拉夫号后被迫转向离开。然后，它遇到了另一艘阻塞船马克斯堡号，并迫使对方船员凿沉了船只。接下来，它与俄国驱逐舰短暂交锋，继而越过俄国舰队以监视它们的行进。奥斯曼的海岸炮最终使得剩余的阻塞船全数自沉于深水区。米迪利号在1915年初进行了一系列针对俄国人的出击，其中包括1月与轻巡洋舰哈米德号合作的一次行动，它们在此期间无意中接触到了黑海舰队。在奥斯曼舰只撤退之前，米迪利号曾击中战列舰尤斯塔菲号的主炮塔。
4月3日，奥斯曼舰队出动以袭击敖德萨附近的俄国运输线。米迪利号和严君苏丹塞利姆号为这次袭击提供掩护，但随着巡洋舰迈吉德号在敖德萨附近触雷并沉没后，袭击宣告失败。俄国舰队企图拦截奥斯曼部队，但米迪利号和严君苏丹塞利姆号均能无恙逃脱。这两艘舰，加上哈米德号，于5月6日再次进行扫荡以袭击俄国运输线，但并未发现任何目标。当月晚些时候，来自米迪利号和严君苏丹塞利姆号的海军陆战队被派遣上岸，以协助抵御在加里波利登陆的协约国军队。6月10日至11日夜间，米迪利号在宗古爾達克附近遇到了俄国驱逐舰勇猛号和愤怒号。在短暂的交火中，小巡洋舰击中了愤怒号的右舷轮机舱，导致主蒸汽管线断裂，从而令其瘫痪；而当愤怒号发射五枚鱼雷后，则迫使米迪利号转向离开。米迪利号中弹七发，仅造成轻微的伤害；而愤怒号则于翌日由勇猛号拖曳回塞瓦斯托波爾。

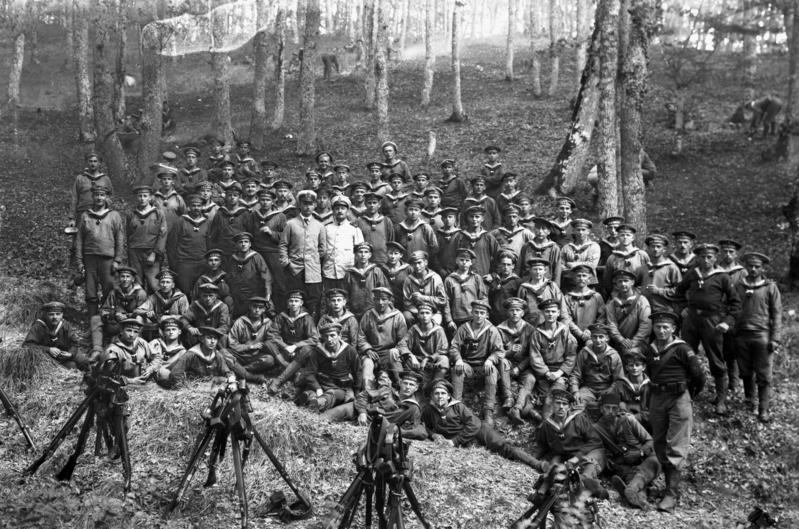
加里波利之战期间的米迪利号水兵

7月18日，米迪利号从君士坦丁堡出发，在护送一艘商船穿越保卫首都的雷区途中，不慎触雷。4号锅炉舱下方的爆炸导致八名船员死亡，并倒灌了超过600公噸（590長噸）海水。舰只设法驶至伊斯提尼耶的港口，经检查后发现受损情况并不严重。然而，由于缺乏受训技师和物资，舰只的维修花了很长时间。它直至1916年2月才恢复服役，并藉此机会以150毫米炮替换了两门105毫米炮。2月27日，它被用作快速运送一个机枪连队的71名官兵以及大量的军需品和弹药至特拉布宗，后者当时正受到俄国陆军的沉重压力。途中，它于28日夜晚遭遇了俄国驱逐舰尖厉号和湍动号。米迪利号避开了俄国舰只并成功抵达特拉布宗。3月2日，它试图在宗古爾達克以北攻击两艘俄国驱逐舰，但未能赶上对方，只得返回博斯普鲁斯海峡。3月11日，米迪利再度起航，这次是搭载了211名士兵和十二桶燃油及润滑油，并于13日顺利卸岸。然后它在萨姆松停留，于当地装运了30公噸（30長噸）面粉、一吨玉米和30吨燃煤后再返回博斯普鲁斯。
在接下来于4月3日进行的第三次补给行动中，米迪利号向特拉布宗发送了107名官兵、5000支步枪和794箱弹药。完成交付后，该舰与德国潜艇U-33号会合，并继续进发攻击俄国部队。米迪利号炮击了叙尔梅内湾的俄国阵地，它在那里点燃了T233号扫雷舰，然后由U33号的甲板炮所摧毁。米迪利号随即转向北方，在图阿普谢附近击沉了一艘俄国帆船，继而碰见了强大的无畏舰俄皇叶卡捷琳娜大帝号。米迪利号在遭受数次跨射后以高速逃离，但没有受损。5月初，巡洋舰布设了两个雷区，各有60枚水雷。其中第一个雷区布设于多瑙河的基利亚分流，另一个则设在克里米亚的塔坎库特海岬。在第二次行程中，它还在完成布雷后炮击了叶夫帕托里亚。米迪利号于5月30日将更多的部队运送到锡诺普和萨姆松，并将谷物和烟草作为甲板货物带回。
7月，米迪利号与严君苏丹塞利姆号共同出击，对奥斯曼在特拉布宗的反击提供支援，后者突破了俄国人的防线并向前推进了约20（12英里）。米迪利号于7月4日在索契附近击沉了两艘俄国舰只，并摧毁了另一艘前一天被鱼雷命中的军舰。然后，它重新与严君苏丹塞利姆号会合返回博斯普鲁斯，期间避开了试图拦截它们的更强大俄国部队。当月下旬，米迪利号于7月21日意图在新罗西斯克附近布设一个雷区，但俄国人拦截到了无线电，使得无畏舰玛丽亚皇后号和数艘驱逐舰得以离港，试图将米迪利号隔绝在博斯普鲁斯海峡外。两艘舰只于13:05相遇，米迪利号迅速转向南方。其艉部的150毫米炮挡住了俄国驱逐舰的去路，但舰只仅能缓慢的从玛丽亚皇后号的重炮射程中抽离出来。几次近距脱靶使得弹壳碎片洒落在甲板上，并击伤了数人。得益于大量运用烟幕和雨飑，米迪利号与俄国追击者断绝了接触，并于翌日清晨抵达博斯普鲁斯。至1916年底，由于严重的煤炭短缺，米迪利号与严君苏丹塞利姆号已无法再展开进攻行动。
1917年5月，米迪利号在多瑙河口布设了一个雷区；在那里，它还摧毁了蛇岛上的无线电台并俘虏了11人。由它布设的这个雷区其后于6月30日击沉了俄国驱逐舰察萨里尼中尉号。当米迪利号还在海上的时候，俄国的一支部队突然袭击了博斯普鲁斯，其中包括当时已被更名为“自由俄罗斯号”的无畏舰玛丽亚皇后号。返回港口时，米迪利被俄国舰队发现，后者试图阻截它安全进入博斯普鲁斯。米迪利号冲向港口，而自由俄罗斯号的炮声在它周围响起。驱逐舰愤怒号驶近攻击，但被米迪利号的150毫米炮所赶走。小巡洋舰设法抵达了港口而没有受损；这也成为了原德国军舰与俄国舰队在战争中的最后一次交锋。11月1日，米迪利号离开博斯普鲁斯，对俄国军舰进行扫荡。俄国人观察到了这次出动，并试图用自由俄罗斯号和新式战列舰自由号来攻击这艘巡洋舰。然而，发生在自由俄罗斯号舰上的哗变阻碍了部队拦截米迪利号，后者遂于当晚回退至港口。

#### 印布洛斯岛海战
1918年1月20日，米迪利号与严君苏丹塞利姆号在海军中将胡贝特·冯·雷布埃尔-帕施维茨的指挥下离开达达尼尔海峡，他于前一年9月取代了苏雄的职位。雷布埃尔-帕施维茨的意图是将协约国海军引出巴勒斯坦，以支持当地的奥斯曼部队。海峡之外，在后来被称为印布洛斯岛海战的过程中，这两艘奥斯曼军舰意外击沉了英国浅水重炮舰拉格伦号和M28号，后两者当时正处于锚泊状态，并且没有得到本应保护它们的前无畏舰的支援。雷布埃尔-帕施维茨随即决定前往穆兹罗斯港口；在那里，英国战列舰阿伽门农号正开足马力攻击奥斯曼舰只。行进途中，米迪利号共触发了五枚水雷并沉没；严君苏丹塞利姆号也触发了三枚，并被迫搁岸以避免下沉。米迪利号的船员中有330人在沉没中丧生，另有162名幸存者被英国驱逐舰救出。另也有消息称仅133人从舰上获救。